# 84119 Sanitariitaliani
84119 Sanitariitaliani è un asteroide della fascia principale. Scoperto nel 2002, presenta un'orbita caratterizzata da un semiasse maggiore pari a 2,7827584 au e da un'eccentricità di 0,2698519, inclinata di 9,89588° rispetto all'eclittica.
L'asteroide è dedicato ai sanitari impegnati a fronteggiare la pandemia di COVID-19 in Italia.